# 押田興将
押田 興将（おしだ こうすけ、1969年 - ）は、神奈川県出身の映画プロデューサー、映画監督。

## 人物
日本映画学校卒業。ドキュメンタリー映画を制作しながら、『カンゾー先生』『セプテンバーイレブン』など、今村昌平作品の助監督を務める。『うなぎ』ではメイキングを担当。
2004年よりオフィス・シロウズにプロデューサーとして参加する。2022年4月に同社創業者の佐々木史朗が死去した後は代表取締役を引き継いだ。

## 主なプロデュース作品

### 映画
- 「アブラクサスの祭」（2010）
- 「みんな、はじめはコドモだった「タガタメ」」（2008）
- 「恋するマドリ」（2007）
- 「コワイ女　うけつぐもの」（2006）
- 「許されざる者」（2013）
- 「教誨師」 （2018）
- 「土を喰らう十二ヵ月」（2022）
- 「コットンテール」 （2023） ※日英合作
- 「シティーハンター」（2024）

### テレビドラマ
- WOWOWドラマW「人間動物園」（2009）
- 「フルーツ宅配便」 （2019）

## 主な監督作品
- 「サンキュー窃盗団」（2011）
- 「数奇工匠」
- 「チャレンジド」